# Gold und Liebe
Gold und Liebe (Or i amor) és el nom del quart disc del grup alemany de música electrònica Deutsch-Amerikanische Freundschaft. Va aparèixer l'any 1981, i fou publicat (com en el cas del disc anterior) al segell discogràfic Virgin Records.
Les vendes del seu anterior treball, Alles ist gut, van aconseguir treure'ls de l'escena musical alternativa d'Alemanya per fer-los assolir l'èxit, però "Gold und Liebe" no pogué igualar els seus registres, malgrat ser (o potser precisament per ser) molt semblant musicalment a "Alles ist gut": ritmes quasi marcials, baixos poderosos i, de tant en tant, algun instrument addicional com a complement (campanes o melodies senzilles de sintetitzador).
És en les lletres on es troben la majoria de les novetats de "Gold und Liebe": enrere quedaren (momentàniament) els textos amb implicacions polítiques, substituïts per d'altres amb connotacions sexuals ("Liebe auf den ersten Blick", "Sex unter Wasser" o "Was ziehst du an heute Nacht"), odes a la preparació física ("Muskel", "Absolute Körperkontrolle") o fins i tot proclames nihilistes ("Verschwende deine Jugend").
Lamentablement per als DAF, la seva contínua pressió per tocar temes tabú com les inclinacions polítiques d'"Alles ist gut" i el sexe a "Gold und Liebe" van provocar reaccions molt negatives contra ells, que desembocaren en unes divergències entre Görl i Delgado que acabaren portant-los a la dissolució del grup.

## Temes

### DAF2CD
1. Liebe auf den ersten Blick (Amor a primera vista) (3,57)
2. El qué (El què) (3,33)
3. Sex unter Wasser (Sexe sota l'aigua) (3,04)
4. Was ziehst du an heute Nacht (Què portes posat aquesta nit?) (3,46)
5. Goldenes Spielzeug (Joguina daurada) (3,57)
6. Ich will (Jo vull) (3,19)
7. Muskel (Múscul) (3,23)
8. Absolute Körperkontrolle (Control corporal absolut) (3,12)
9. Verschwende deine Jugend (Malgasta la teva joventut) (3,48)
10. Greif nach den Sternen (Agafa les estrelles) (3,39)

## Dades
- DAF són: Gabi Delgado (veus) i Robert Görl (música, bateria, sintetitzador, seqüenciador, campanes).
- Textos: Gabi Delgado, excepte "El qué" (Gabi Delgado/Robert Görl).
- Enregistrat a Conny's Studio entre agost i setembre de 1981. Produït per Conrad Plank.